# Organisation communiste des travailleurs
Pour les articles homonymes, voir OCT.
L'Organisation communiste des travailleurs (OCT) est un ancien mouvement politique français d'extrême gauche.

## Histoire
Le 4 et 5 décembre 1976, à l'occasion d'un congrès commun, la Gauche ouvrière et populaire (GOP) et l'Organisation communiste Révolution (OCR) décident de fusionner pour former l'Organisation communiste des travailleurs,,.
En janvier 1977, l'OCT s'allie avec la LCR et LO, dans la perspective des municipales de mars. La liste Pour le socialisme, le pouvoir aux travailleurs, réussit à se présenter dans 32 communes importantes.
Lors des élections législatives de 1978, l'OCT appelle à soutenir les listes LO-LCR.
L'OCT disparaît en 1979.

## Idéologie et organisation
L'Organisation communiste des travailleurs se réclame du marxisme-léninisme. Elle revendique 2 000 membres à sa création et se dit implantée dans 90 villes. Son hebdomadaire s'intitule L'Étincelle.
- le courant A, constitué principalement des anciens membres de la GOP ; il souhaite que l'OCT reste distante des partis « réformistes » et, d'une manière générale, plus de démocratie au sein du parti ;
- le courant B, constitué principalement des anciens membres de l'OCR ; il appelle à voter pour les partis réformistes au second tour des élections tout en gardant une indépendance organisationnelle. Il compte parmi ses membres Samuel Johsua (frère d'Isaac Johsua).

Entre décembre 1977 et janvier 1978, le courant A quitte le parti, dans sa quasi-totalité.

## Militantisme
En 1978, à Belfort, quatre membres de l'OCT, aidés de membres de la CGT et de la CFDT, fondent Radio ondes rouges,.

## Avis et critiques
En mai 1977, le parti politique trotskiste Lutte ouvrière, dans son journal éponyme, qualifie l'OCT d'organisation opportuniste, populiste et nationaliste.
D'après Jean Tercé (dit « Torel »), ancien membre du bureau politique de l'OCT, le mouvement comptait 1 400 membres à sa création, et 800 d'entre eux en seraient partis de décembre 1977 à janvier 1978.